# João I Alberto da Polônia
João I Alberto da Polônia (Cracóvia, 27 de dezembro de 1459 – Toruń, 17 de junho de 1501) foi rei da Polônia de a1492 a 1501 e o príncipe de Głogów de 1491 a 1498. Era o terceiro varão e quarto filho de Casimiro IV da Polônia e sua esposa Isabel da Áustria.

## Juventude e sucessão
João era o terceiro filho de Casimiro IV, Rei da Polônia, e Isabel, filha do rei eleito da Alemanha, Rei Alberto da Hungria, Croácia e Boêmia, que morreu quando ela tinha dois anos. Como neta do falecido imperador Sigismundo, ela foi criada pelo imperador Frederico III. Como príncipe herdeiro, João se distinguiu por sua brilhante vitória sobre os tártaros em Kopystrzyń (1487). Em 1490, a nobreza húngara proclamou João Rei da Hungria na dieta Rákos. Ele foi, no entanto, derrotado por seu irmão, o rei Vladislau II da Hungria. Em 1492, John sucedeu seu pai como Rei da Polônia graças à intervenção chave de seu irmão Friedrich Jagiellon, arcebispo de Cracóvia e arcebispo de Gniezno. Friedrich alcançou a coroação de João. No entanto, as perdas de receita devido à secessão da Lituânia colocaram João à mercê dos sejmiks poloneses, ou dietas locais, onde os szlachta, ou nobres locais, tornavam seus subsídios dependentes da subserviência do rei.

## Planos contra os otomanos
João desejava posar como o campeão da cristandade contra os otomanos. Além disso, as circunstâncias pareciam favorecê-lo. Em seu irmão Ladislau, que como rei da Hungria e da Boêmia possuía influência dominante na Europa Central, ele encontrou um contrapeso às maquinações do imperador Maximiliano I, que em 1492 havia concluído uma aliança contra ele com Ivan III da Moscóvia. Como suserano da Moldávia, João estava em uma situação favorável para atacar os otomanos. Na conferência de Leutschau (1494), os detalhes da expedição foram combinados entre os reis da Polônia e da Hungria e o eleitor João Cícero de Brandemburgo, com a cooperação de Estêvão III da Moldávia, príncipe da Moldávia, que apelou a João por ajuda.
No decorrer de 1496, João reuniu um exército de 80 000 homens na Polônia com grande dificuldade, mas os poloneses entraram na Moldávia não como amigos, mas como inimigos, e após o cerco abortado de Suceava foram obrigados a recuar após a derrota na Batalha da Floresta de Cosmin. A insubordinação dos szlachta parece ter sido uma das causas desse colapso vergonhoso, pois João, após seu retorno, confiscou centenas de suas propriedades.

## Problemas com Cavaleiros Teutônicos e morte
Quando o novo grão-mestre dos Cavaleiros Teutônicos, Friedrich Wettin von Sachsen , recusou-se a prestar homenagem à coroa polonesa, João o obrigou a fazê-lo. Sua intenção de humilhar ainda mais a Ordem Teutônica foi frustrada por sua morte repentina em 1501.